# Взрывы в Риге в 1998 году
Взрывы в Риге в 1998 году — серия взрывов, произошедшая в Риге, Латвия в 1998 году и вызвавшая кризис в латвийско-российских отношениях, а также политические последствия в самой Латвии. Эти взрывы, будучи одними из первых в истории независимой Латвии предполагаемыми терактов, тема провокаций и возможная причастность крайне правых групп активно обсуждались в СМИ. Правительство США осудило взрывы, а премьер-министр Латвии Гунтарс Крастс заявил, что они являются попыткой дестабилизировать страну. Один взрыв, связь которого с рижскими не исключена, произошёл также в Москве.

## Взрывы в Риге
2 апреля в 1:50 мощный взрыв произошёл у единственной действующей синагоги Латвии, Пейтау-шул. Зданию был нанесён значительный ущерб. Через четыре дня взрывное устройство, изготовленное из пластиковой взрывчатки, сработало в мусорной урне у российского посольства. В обоих случаях пострадавших не было. Взрыв у синагоги стал вторым покушением на неё — первый теракт произошёл 6 мая 1995 года, но тогда мощность бомбы была меньше.
Через несколько дней в портовом городе Лиепая неизвестные повредили мемориал жертвам Холокоста.

## Взрыв в Москве
13 мая 1998 бомба взорвалась у синагоги Хабад в Марьиной Роще в Москве, серьёзно повредив здание и припаркованные около него машины. Были легко ранены два человека в одном из соседних домов. Внутри синагоги, деревянная предшественница которой сгорела дотла в 1993 году, никто не пострадал. Журналисты связывали этот взрыв с взрывами в Риге, хотя отмечалось, что он был проведён на гораздо более высоком уровне.

## Латвийско-российский кризис
Кризис в двусторонних отношениях начался ещё до взрывов в Риге, однако они привели к эскалации напряжённости.
3 марта: Около 1000 преимущественно русских демонстрантов устроили митинг в центре Риги. Он был разогнан полицией.
4 марта: Российские лидеры осудили полицию за применение силы. Латвийский премьер-министр выступил в её защиту.
6 марта: Российский премьер-министр Виктор Черномырдин открыто критикует Гунтарса Крастса.
16 марта: Марш 500 ветеранов легиона войск СС в Риге. Российская реакция полна негодования.
28 марта : Демонстрация у посольства Латвии в Москве. Критика со стороны Юрия Лужкова, который заявил, что латвийские русские превращены в рабов.
1 апреля: Министерство экономики Латвии заявило, что Россия уже де-факто применяет санкции — ограничения в торговле продовольствием и рыболовстве в российских водах, которые уже стоили Латвии $300 млн.
2 апреля: Первый взрыв происходит у синагоги. Никто не берёт на себя ответственность. Уволен глава полиции, Латвия просит ФБР о помощи в расследовании.
3 апреля: Совет безопасности Латвии обсуждает отставки в армии и полиции, которые считает необходимыми из-за соответственно участия в параде ветеранов СС и просчетов в области обеспечения безопасности.
4 апреля: Президент Ульманис выражает опасения, что отражение действительности в СМИ может негативно повлиять на перспективы вступления страны в ЕС.
6 апреля: Второй взрыв. Небольшое взрывное устройство сработало в мусорной урне у посольства России в центре Риги. Москва обвиняет Латвию в экстремизме, латвийская пресса ФСБ в провокации.
8 апреля: Крупнейшая из партий, входящих в коалицию, Демократическая партия «Саймниекс», объявила о том, что покидает правительство. Её представители критикуют премьер-министра за ухудшение отношений с Россией.

## Расследование
Виновные не были установлены.